# Antarctic Snow Cruiser

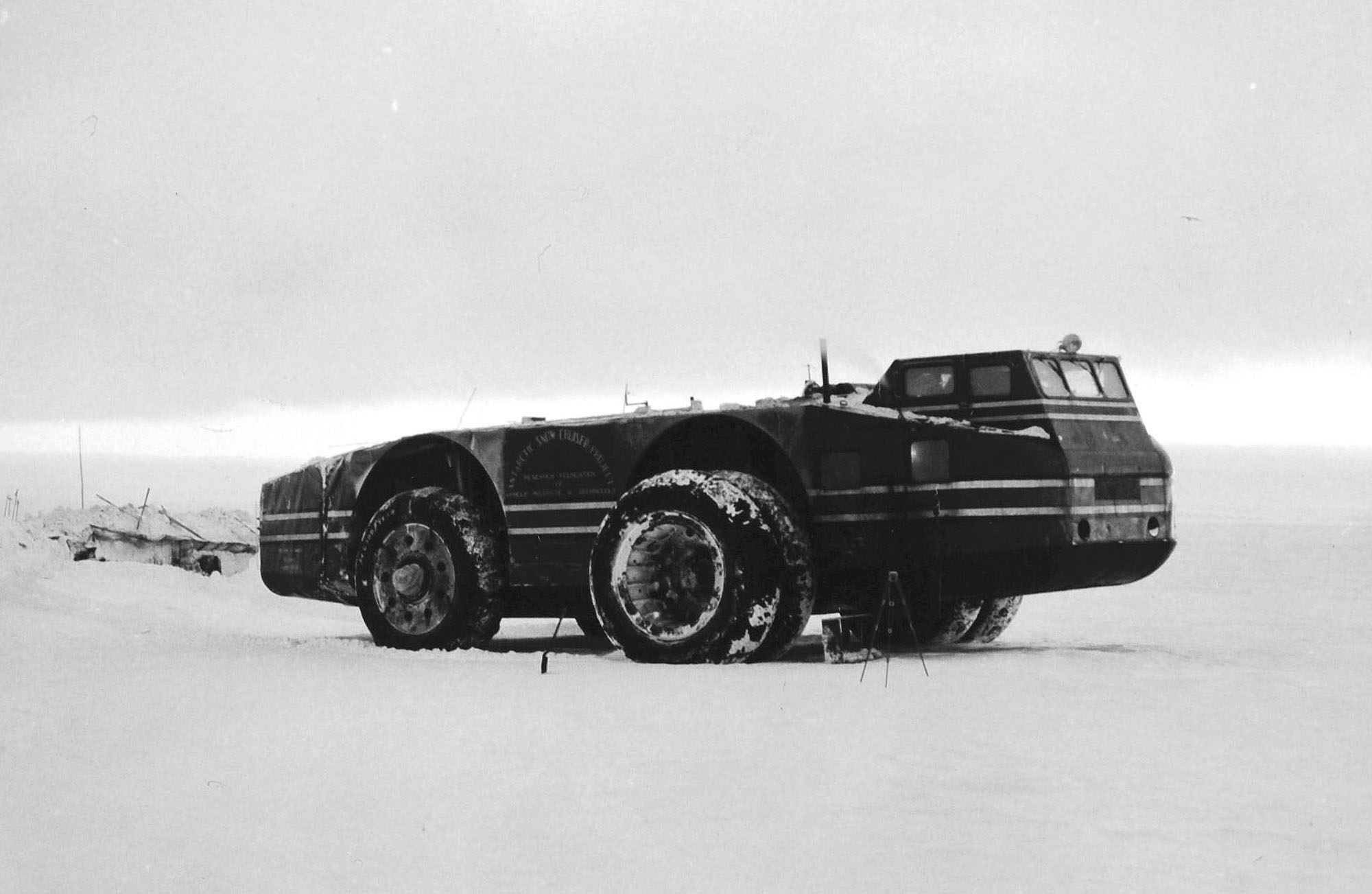
Antarctic Snow Cruiser opouštějící zimní stanoviště, 1940

Antarctic Snow Cruiser bylo vozidlo navržené v letech 1937 až 1939 pod vedením Thomase Poultera. Mělo usnadnit dopravu v Antarktidě během expedice Spojených států Antarctic Service Expedition (v letech 1939 až 1941).  Snow Cruiser byl v některých publikovaných materiálech také známý jako „The Penguin (Tučňák)“, „Penguin 1 (Tučňák 1)“ nebo „Turtle (Želva)“.
Poulter byl druhým velitelem Byrdovy druhé antarktické expedice, zahájené v roce 1934. Od doby, kdy byl v Antarktidě, Poulter vymyslel několik inovativních prvků. Mohutný Snow Cruiser v obtížných podmínkách obecně nefungoval tak, jak se očekávalo (pneumatiky beze vzorku, aby se zabránilo usazování sněhu, nedržely na ledě) a nakonec byl v Antarktidě opuštěn. V roce 1958 byl znovujbvenen pod hlubokou vrstvou sněhu, pozdějj se ztratil v důsledku měnících se ledových podmínek. Jeho umístění je od té doby neznámé.